# Venant de Luni
Pour les articles homonymes, voir Venant.
Saint Venant de Luni, né à Luni (Piémont) et décédé dans les Marches (Italie) le 14 octobre 603, est un évêque italien ami du pape Grégoire le Grand avec qui il avait établi une correspondance. Considéré comme Saint, sa mémoire est célébrée le 14 octobre, et localement à d'autres dates.

## Biographie
Venant est né à Luni, au milieu du Ve siècle dans une famille noble. Il est consacré évêque de la ville de Luni par le pape Grégoire Ier lui-même, à Rome, en 594. Il succède comme évêque à saint Térence, mort martyr. Le pape et l'évêque étaient visiblement très proches, car le pape lui a adressé huit lettres (qui nous sont parvenues) et il le cite dans deux autres,.
Par les lettres du pape Grégoire, nous apprenons que Venant était animé d'un « zèle pastoral » qui l'amène à réformer et organiser son diocèse. Ainsi en mai 594, le pape demande à l'évêque de Milan de venir aider Venant à « restaurer la discipline dans le clergé ». En octobre 597, le pape autorise l'évêque à fonder un monastère de femmes et lui promet de lui envoyer une abbesse expérimentée. Le pape invite Venant à ordonner de nouveaux prêtres et à prendre « des sanctions adaptées contre les clercs désobéissants ». Venant aurait également fait restaurer la façade d'une église,,. Il va également accomplir des missions délicates pour le compte du pape Grégoire, comme ce fut le cas dans l'église de Fiesole lors du conflit entre Diodato (évêque de Milan) et l'évêque Théodore.
Selon la tradition, l'évêque serait mort à Albacina, dans les Marches italiennes, au cours d'une mission apostolique,.

## Vénération et culte
Le pape Grégoire Ier tenait l'évêque Venant en grande estime et amitié. Dans son ouvrage Les Dialogues il relate même plusieurs « miracles que lui avait fait connaître le vénérable Venant, évêque de Luni » (mais probablement réalisés par d'autres),. 
Considéré comme Saint par les Églises catholiques et orthodoxe, sa mémoire est célébrée dans l'Église catholique le 14 octobre. Si le Martyrologe romain place sa mémoire le 14 octobre, les Bollandistes, dans leur supplément des Acta Sanctorum, placent sa mémoire au 25 novembre . Les villes d'Albacina et de Fabriano fêtent ce saint le 7 juin. Enfin, le 14 juillet marque la date anniversaire de la découverte de ses reliques.
Son corps est conservé dans un église d'Albacina (près de Fabriano, dans la région des Marches)qui lui est dédiée.

## Confusions et incertitudes
Selon certains historiens, il y aurait eu deux saints Venant dans cette même régions : l'un évêque de Luni et l'autre abbé du monastère voisin de Ceparana. Tous deux étant presque contemporains. Aujourd'hui, certains estiment que saint Venant, évêque de Luni, avait auparavant été moine dans un monastère voisin, tout comme le pape Grégoire l'avait été avant d'être élu au pontificat (et donc que les deux hommes seraient le même).